# Nelson Aguilar
Nelson Aguilar (São Paulo, 1945) é um professor em História da Arte no Instituto de Filosofia e Ciências Humanas da Unicamp. Foi curador de diversas exposições no Brasil, entre as quais duas Bienais de São Paulo (1994 e 1996), a Mostra do Redescobrimento (2000) e uma Bienal do Mercosul (2003).

## Biografia
Nelson Aguilar é irmão do artista plástico José Roberto Aguilar. Possui graduação pela Universidade de São Paulo (1971) e doutorado pela Universite Lumiere Lyon 2 (1984), com a tese Figuration et spatialisation dans la peinture moderne brésilienne: le séjour de Vieira da Silva au Brésil (1940-1947) sob a orientação de Henri Maldiney. Em 1988 assumiu o cargo de Professor Assistente Doutor da Universidade Estadual de Campinas, cargo que mantém atualmente.
Em 1994, foi curador da 22ª Bienal Internacional de Arte de São Paulo, que tinha como eixo conceitual a "Ruptura de Suportes". Foram expostas obras de artistas como Kasimir Malevitch, Diego Rivera, Joaquín Torres García, Rufino Tamayo, Lucio Fontana, Piet Mondrian e Joan Mitchell. No plano nacional, a exposição privilegiou três artistas: Hélio Oiticica, Lygia Clark e Mira Schendel. Segundo o próprio Aguilar: "Da obra plástica e teórica de Oiticica nasceu o tema da mostra. Ao afirmar, em 1961, que já não tinha dúvidas de que a era do fim do quadro estava definitivamente inaugurada, Oiticica apontou para um outro momento da arte.". O até então curador do MoMA, Robert Storr, em uma entrevista à Folha de S.Paulo, considerou a mostra "viva e coerente", embora tenha ponderado que a obra de Schendel talvez estivesse em um patamar inferior ao trabalhos de Oiticica e Clark. Já Rodrigo Naves, em um artigo posterior, de 2002, conclui, não sem problematizar, que a mostra foi responsável por "formalizar definitivamente" a preeminência da obra desses três artistas no cenário nacional.
A edição de 1996, também sob sua curadoria, enfocou a questão da "Desmaterialização da Arte" e apresentou em seu núcleo histórico obras de  Pablo Picasso, Paul Klee, Edward Munch, Goya, Andy Warhol e Jean Michel Basquiat, entre outros. Nos bastidores, um incidente peculiar marcou a mostra, uma obra de Andy Warhol teve de ser restaurada depois que "um visitante não identificado beijou o trabalho e deixou nele uma marca de batom."
Em 2000, foi curador-geral da Mostra do Redescobrimento, promovida para celebrar as comemorações da descoberta do Brasil, vista por cerca de 1,7 milhão de pessoas e que contou com aproximadamente 15 mil obras. A megaexposição almejava traçar um panorama da arte brasileira desde o período pré-descoberta até os dias atuais e foi separada em diversos eixos: "Evolução ou revolução? A primeira descoberta da América", "Arqueologia", "Artes Indígenas", "Arte Popular", "Carta de Pero Vaz de Caminha", "Negro de Corpo e Alma", "Arte Barroca", "Arte do Século XIX", "Imagens do Inconsciente", "Arte Afro-brasileira", "Arte Moderna" e "Arte Contemporânea". O eixo "Arte Barroca", com curadoria de Myriam Andrade Ribeiro de Oliveira e cenografia de Bia Lessa, inovou ao construir como cenário de exposição das obras um caminho de flores, uma floresta e uma réplica de igreja e suscitou um intenso debate, na época, sobre a forma de exposição de obras de arte.
Recebeu da Associação Paulista dos Críticos de Arte o prêmio de Melhor Exposição Internacional pela mostra "Quinhentos Anos de Arte Russa", em 2002 e Melhor Exposição Retrospectiva (Maria Helena Vieira da Silva) em 2007.
No ano de 2001, foi escolhido como curador da 4ª Bienal do Mercosul, realizada em 2003 e que teve como tema "Arqueologia Contemporânea". Entre os destaques da exposição, 60 trabalhos do pintor do Muralismo Mexicano José Clemente Orozco. Foi a primeira edição da mostra que contou com a presença do presidente da república na abertura de cerimônia.
Organizou em 2011, o I Simpósio Internacional Pietro Maria Bardi, a respeito de um dos fundadores do Masp, que contou com a presença de acadêmicos italianos e mereceu um artigo de Mino Carta na Carta Capital.
Atualmente, além de professor, Aguilar é Assessor de Amparo à Pesquisa do Estado de São Paulo e Crítico da Empresa Folha da Manhã S/A.